# Korona żołędzi prącia

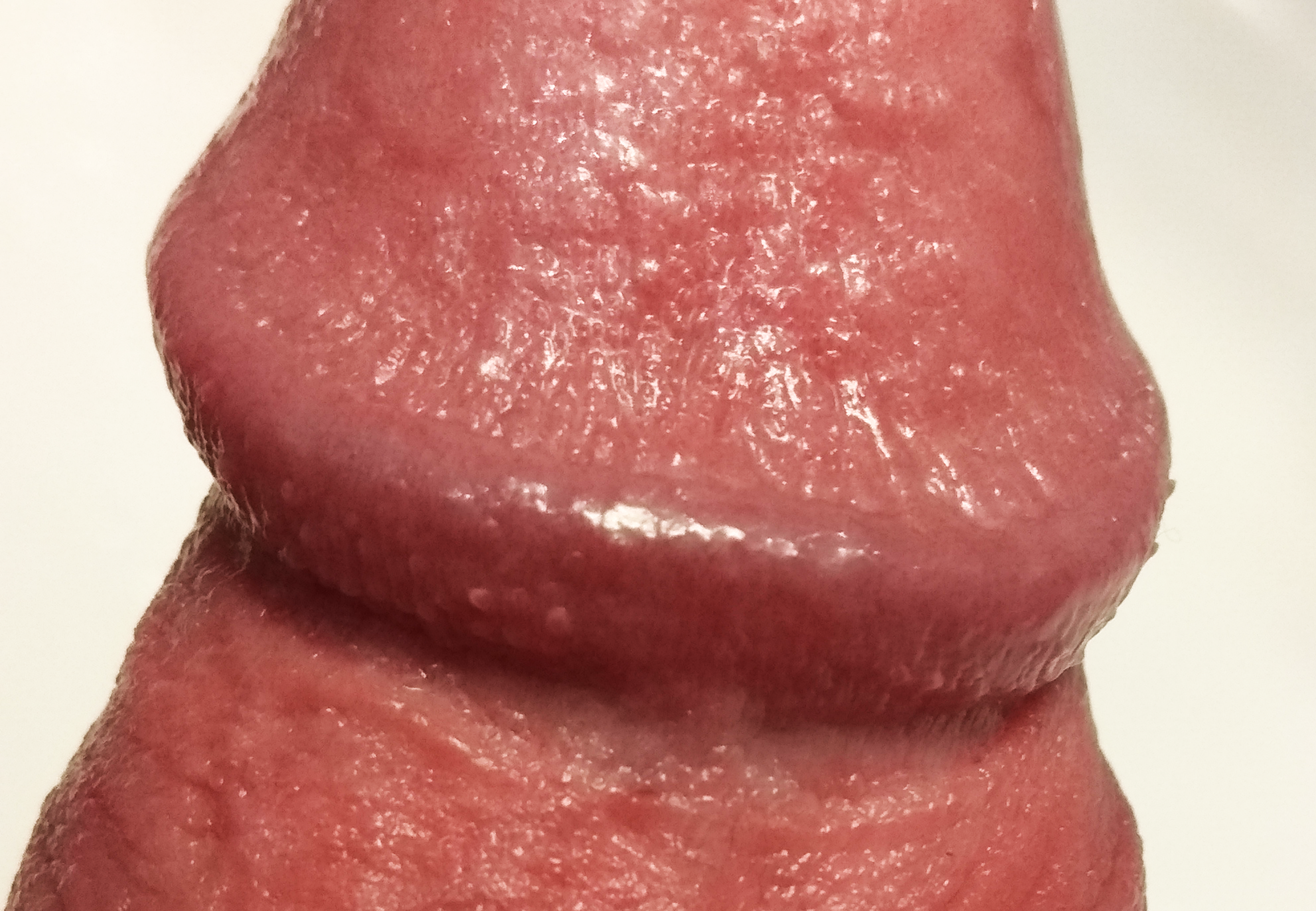
Korona żołędzi prącia

Korona żołędzi prącia (łac. corona glandis penis) – zaokrąglona wystająca tkanka, która znajduje się u podstawy żołędzi.
U niektórych mężczyzn w trakcie dojrzewania, mogą pojawić się na niej perliste grudki prącia.